# Рудовозово
Рудово́зово (рос. Рудовозово) — селище у складі Кур'їнського району Алтайського краю, Росія. Входить до складу Казанцевської сільської ради.

## Населення
Населення — 64 особи (2010; 111 у 2002).
Національний склад (станом на 2002 рік):
- росіяни — 97 %